# Masacre de Chilapa
La Masacre de Chilapa se refiere al asesinato de 10 hombres en Alcozacán, municipio de Chilapa, en el estado mexicano de Guerrero, los cuales fueron emboscados, cuando se trasladaban en camionetas de redilas el 17 de enero de 2020.

## Los hechos
Según los primeros datos, los músicos regresaban de tocar en Tlayelpan, cuando hombres armados los detuvieron en un retén instalado sobre la carretera a la altura de Mexcalingo.
Datos de la fiscalía del Estado de Guerrero señalan que los músicos se trasladaban en camionetas de redilas en el camino de Mexcalzingo a Tlayelpan, de regreso de tocar en Tlayelpan. Dos unidades de color blanco los interceptaron. De los vehículos descendieron seis sicarios, quienes bajaron a las 10 personas para posteriormente asesinarlas con cuchillos. Enseguida subieron los cuerpos a las camionetas y las incendiaron con gasolina. Una de las camionetas fue lanzada a un barranco de 100 metros mientras la otra camioneta quedó incendiada en el camino.
La fiscalía de Guerrero ubica al grupo criminal denominado Los Ardillos como probables responsables del multihomicidio. A pesar de ello el grupo criminal negó ordenar o participar en el ataque. A pesar negar el ataque policías comunitarios mencionan que la emboscada fue una venganza del grupo delincuencial por la incapacidad de Los Ardillos en controlar la zona

## Víctimas
En un principio se informó que los asesinados pertenecían a la agrupación musical Sensación Musical sin embargo, otros medios reportaron que se trataba de diez personas que trasladaban los instrumentos que fueron rentados a otra agrupación, el grupo Conquistador que tocó en la fiesta patronal de Tlayelpan.
- Israel Tolentino Ahuelicán, de 24 años, chofer y policía comunitario que comenzaría labores pronto
- Cándido Fiscaleño Hilario, 20 años, agricultor
- José Julio Fiscaleño Hilario, 37 años, agricultor
- Regino Fiscaleño Chautla, 27 años, agricultor
- José Marcos Bartisar Biscaleño, de 36 años, fungía como cargador de los instrumentos y el equipo
- Juan Joaquín Ahuejote, 42 años, ingeniero de audio
- Florencio Linares Jiménez, 32 años
- Crescenciano Huapango Migueleño, 37 años, segundo chofer
- Antonio Mendoza Tolentino, 24 años, electricista
- Israel Mendoza Pasado, 15 años, estudiante de tercer año de secundaria. Su mamá era la dueña del grupo musical y fue al viaje para cuidar de los instrumentos.

## Antecedentes
Durante la década de 2000 a 2019, ocurrieron más de 1,200 asesinatos y 500 desapariciones por las disputas criminales alrededor de la región de la montaña baja de Guerrero, zona de producción de amapola. Dos grupos delictivos, Los Ardillos y los Rojos, han sido los protagonistas en los hechos violentos de la zona de Chilapa y los municipios aledaños desde mediados de 2014.

## Reacciones
El presidente Andrés Manuel López Obrador lamentó los hechos y confió en que las autoridades de Guerrero harían justicia. El gobernador de la entidad donde ocurrió la masacre, Héctor Astudillo Flores, por su parte, señaló que se trataba de un "escándalo mediático" y que la difusión de este tipo de acontecimientos dañaba la imagen del estado que gobierna.
Ante la masacre, la Coordinadora Regional de Autoridades Comunitaria de los Pueblos Fundadores (CRAC-PF) le solicitó a las autoridades municipales, estatales y federales 29 demandas, entre las cuales está desmantelar a los grupos delictivos, instalar filtros militares y la detención de los responsables de la masacre, que les adjudican al grupo Los Ardillos, pues han atacado a la comunidad otras veces y han asesinado a 28 personas en un año.
En Chilapa, un grupo de niños se ha unido a la defensa de la comunidad y tomaron las armas. El 22 de enero, un grupo de cinco niños de entre 12 y 15 años se unió a las filas de la CRAC-PF. 18 niños se unieron a las filas de otras 200 policías comunitarias. Uno de los niños, Emiliano, señaló: "Tengo miedo de morir en un enfrentamiento, pero tenía más miedo antes de ir a la escuela y que me hicieran algo." No fue hasta el 7 de febrero cuando funcionarios de la Secretaría de Gobernación y autoridades comunitarias pactaron el desarme de los niños, con la condición de aumentar la vigilancia en la zona y mitigar la actividad criminal de la región y varias demandas que los comunitarios hicieron a las autoridades.